# Transport Layer Security

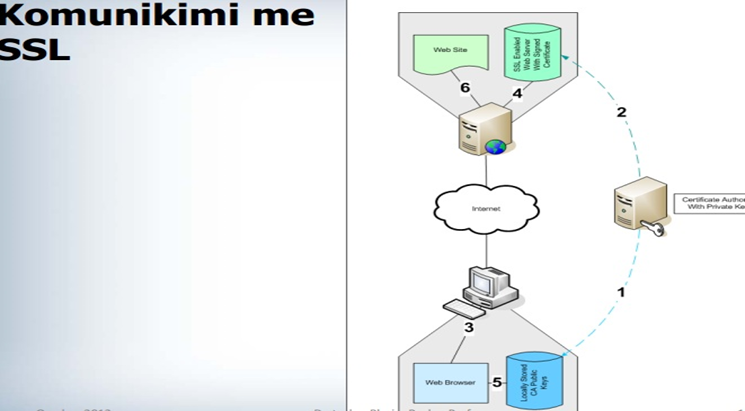

TLS (tiếng Anh: Transport Layer Security) trước đây là SSL (Secure Sockets Layer) là giao thức mật mã được thiết kế để cung cấp truyền thông an toàn qua một mạng máy tính. Một số phiên bản của các giao thức này được sử dụng rộng rãi trong các ứng dụng như trình duyệt Web, thư điện tử, tin nhắn nhanh, và VoIP.
Các giao thức này mật mã hóa khóa bất đối xứng bằng các chứng thực X.509 để xác thực bên kia và để trao đổi một khóa đối xứng. Sau đó, khóa phiên được dùng để mã hóa các dữ liệu được truyền qua lại hai bên. Phương pháp này cho phép bảo mật dữ liệu hoặc thông điệp và xác thực tính toàn vẹn của các thông điệp qua các mã xác thực thông điệp (message authentication code). Do sử dụng các chứng thực X.509, giao thức này cần các nhà cung cấp chứng thực số và hạ tầng khóa công khai để xác nhận mối quan hệ giữa một chứng thực và chủ của nó, cũng như để tạo, ký, và quản lý sự hiện lực của các chứng thực. Tuy quá trình này có thể tốt hơn việc xác nhận các danh tính qua một mạng lưới tín nhiệm, nhưng vụ tai tiếng do thám bí mật người dân 2013 đã báo động công cộng rằng các nhà cung cấp chứng thực là một điểm yếu về bảo mật vì cho phép các tấn công xen giữa (man-in-the-middle attack).
Trong khung nhìn mô hình TCP/IP, TLS và SSL đều mã hóa dữ liệu của các kết nối mạng trên một tầng phụ thấp của tầng ứng dụng. Theo hệ thống tầng cấp của mô hình OSI, TLS/SSL được khởi chạy ở tầng 5 (tầng phiên) rồi hoạt động trên tầng 6 (tầng trình diễn): trước tiên tầng phiên bắt tay dùng mật mã bất đối xứng để đặt cấu hình mật mã và chìa khóa chia sẻ dành cho phiên đó; sau đó, tầng trình diễn mã hóa phần còn lại của thông điệp dùng mật mã đối xứng và khóa của phiên đó. Trong cả hai mô hình, TLS và SSL phục vụ tầng giao vận bên dưới, các đoạn trong tầng này chứa dữ liệu mật mã hóa.
Giao thức TLS trực thuộc chương trình tiêu chuẩn của IETF. Nó được định rõ lần đầu tiên năm 1999 và cập nhật lần cuối cùng trong RFC 5246 (tháng 8 năm 2008) và RFC 6176 (tháng 3 năm 2011). TLS phỏng theo các bản định rõ SSL về trước (1994, 1995, 1996) do Netscape Communications phát triển nhằm thực hiện giao thức HTTPS trong trình duyệt Navigator.